# Lukas Dauser
Lukas Dauser (Ebersberg, 15 de junho de 1993) é um ginasta artístico alemão, medalhista olímpico.

## Carreira
Dauser tornou-se membro da primeira liga alemã de ginástica aos 19 anos. Anteriormente treinou em Berlim, embora representasse dois clubes de ginástica - TSV Unterhaching e KTV Straubenhardt da Baviera e de Baden-Württemberg respectivamente.

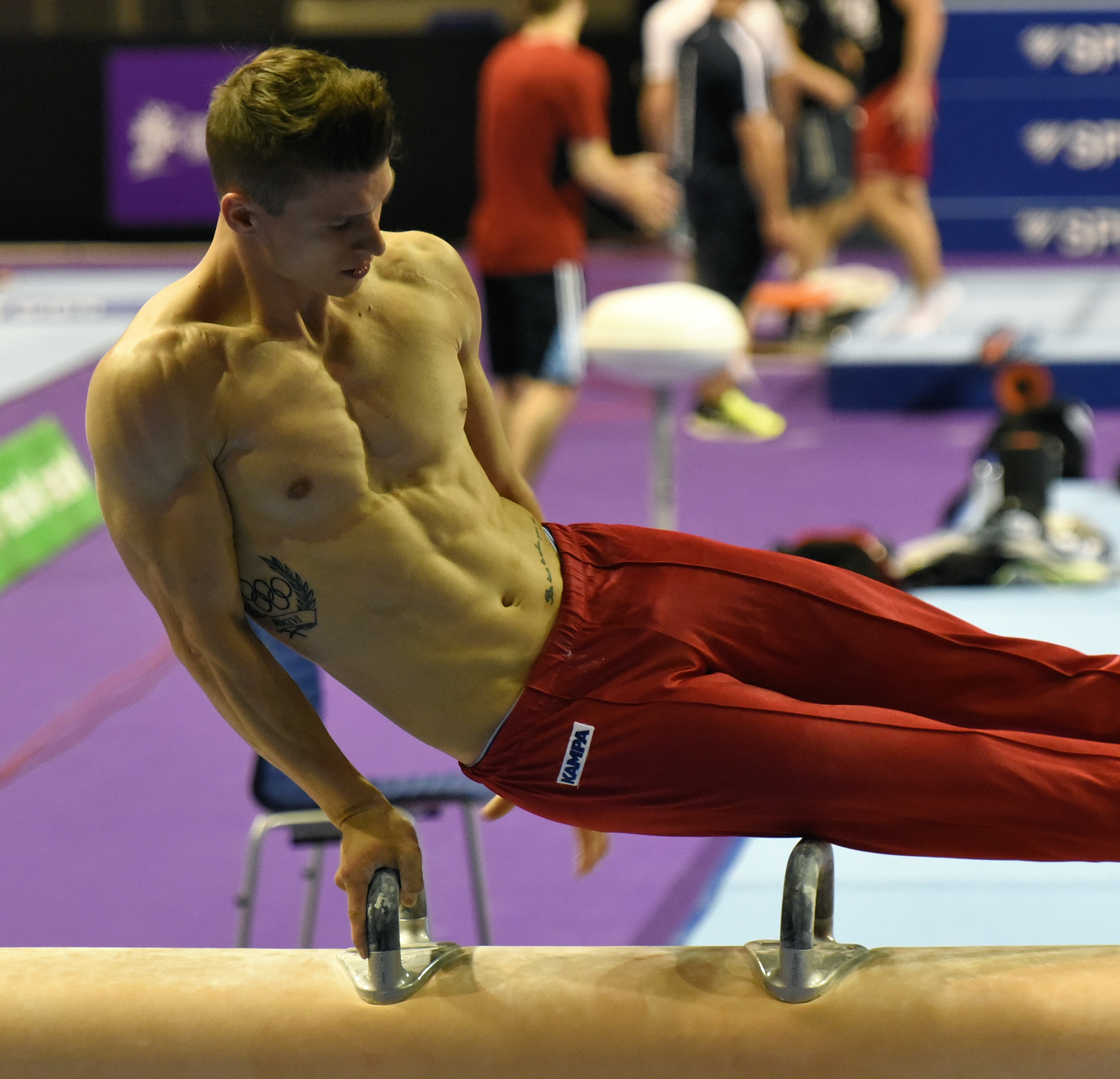
Lukas Dauser no cavalo com alças, 2017.

Sua estreia internacional aconteceu no Campeonato Mundial de 2014 em Nanjing. Lá, ficou em oitavo lugar como membro da seleção alemã no torneio por equipes. Nesse mesmo ano, ele realizou uma prova surpreendente nas barras paralelas durante a Challenge Cup em Anadia. Devido à sua complexidade, a Federação Internacional de Ginástica nomeou oficialmente um elemento nas barras paralelas em sua homenagem.
Em 2016, sagrou-se campeão nacional nas barras paralelas, marcando ainda mais pontos que Marcel Nguyen, ex-líder do país neste aparelho. Dauser participou dos Jogos Olímpicos de Verão de 2020 em Tóquio, onde participou da prova de barras paralelas, conquistando a medalha de prata após finalizar a série com 15.700 pontos. No mesmo evento, também disputou a prova por equipes ao lado dos alemães Nils Dunkel, Philipp Herder e Andreas Toba, terminando na sétima posição.
Em 2022, obteve a prata nas barras paralelas no Campeonato Mundial em Liverpool. Em 2023, ganhou o ouro no mesmo aparelho no Mundial na Antuérpia.